# Largus bipustulatus
Largus bipustulatus är en insektsart som beskrevs av Carl Stål 1861. Largus bipustulatus ingår i släktet Largus och familjen Largidae. Inga underarter finns listade i Catalogue of Life.